# Делегаційний сейм
Делегаційний сейм — форма загального сейму, що полягає у виборі сеймової делегації з пленарного засідання, наділеної визначеними сеймом повноваженнями. Прийняті делегацією постанови приймалися сеймом на пленарному засіданні без права обговорення питань по суті або застосування права вето.
Ця установа була зброєю в руках російських послів і посланників у Речі Посполитій у другій половині XVIII століття. Обмежена кількість повноважних делегацій дозволяла їм краще впливати на форму сеймових постанов.
За польським звичаєвим правом делегація була позапарламентським органом. Лише під час Рєпнінського сейму 1767 року посол Микола Рєпнін тероризував депутатів, викравши 5 сенаторів і таким чином змусивши відібрати делегацію з 70 осіб. Відтоді делегація стала новою легальною парламентською установою. Після обмеження сеймових засідань делегація відповідала за розробку нового закону про сейм, який діяв до Чотирирічного сейму. Розділовий сейм 1773 року обрав делегацію, яка вела переговори про договори поділу країни. Останнім сеймом, який обирав делегацію, був Гродненський розділовий сейм 1793 року.